# Оджоно
Оджо̀но (на италиански: Oggiono, на западноломбардски: Ugiòn, Уджон) е градче и община в Северна Италия, провинция Леко, регион Ломбардия. Разположено е на 268 m надморска височина. Населението на общината е 8884 души (към 2014 г.).